# Serra de Santa Catarina
Serra de Santa Catarina é uma serra no município de Conceição de Macabu, com altitudes máximas de 600 a 650 metros. Seu nome é uma homenagem a Santa Catarina e, lhe foi atribuída pelos padres jesuítas, que no século XVII a utilizavam como referência geográfica para chegar ao vale do rio Macabu a partir do rio São Pedro.